# パヴロフスキー・ポサド

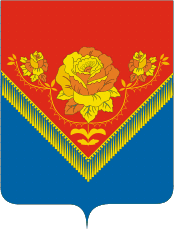
パヴロフスキー・ポサドの紋章

パヴロフスキー・ポサド（パーヴロフスキー・パサード、ロシア語: Па́вловский Поса́д, 英語: Pavlovsky Posad）は、ロシアのモスクワ州にある都市。人口は6万5098人（2021年）。首都モスクワから東へ68km。モスクワからウラジーミルを経てニジニ・ノヴゴロドへ向かう鉄道が通る。オカ川の左支流・クリャージマ川沿いにありヴォフナ川がここで合流する。

## 歴史

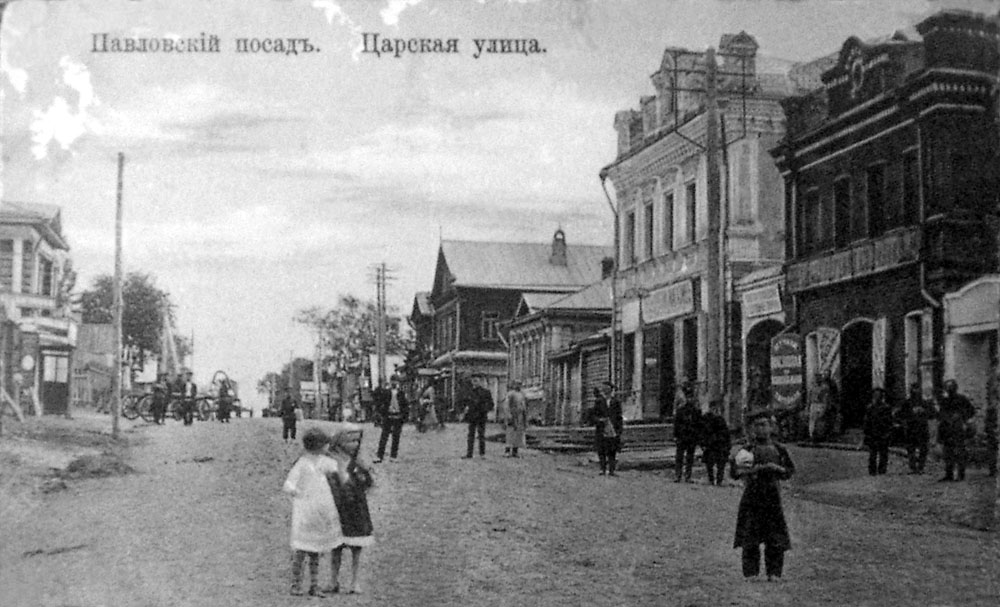
1910年代のパヴロフスキー・ポサドの通り

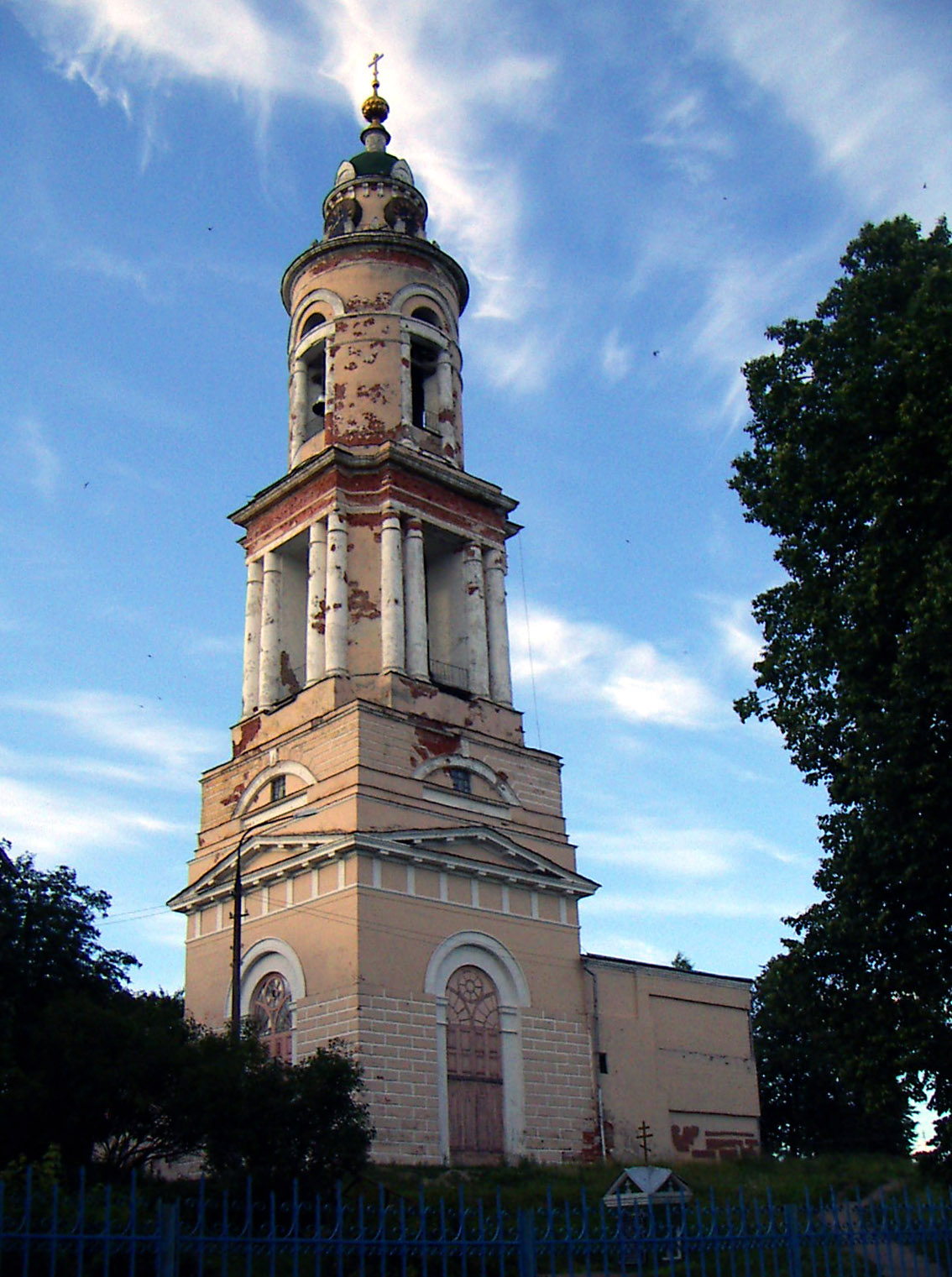
復活大聖堂の鐘楼。聖堂本体はソ連時代に解体された

この地にあった小さな村パヴロヴォは1328年の記録に初出する。パヴロヴォはモスクワとウラジーミルを結ぶ街道上にあり商業の上で重要で、周囲一帯は有名な至聖三者聖セルギイ大修道院の領地となっており、17世紀半ばに国有地とされた。
パヴロヴォにあった集落は1845年にパヴロフスキー・ポサドという町となり、ドゥブロヴォ、ザハロヴォ、メレンキなどの村を吸収して大きくなった。こうした複数の村にまたがる街の成立は19世紀のロシアではまれで、地元商人が精力的で進取の気風に富み裕福であったために成し遂げられたことであった。当初からパヴロフスキー・ポサドは繊維産業の町として栄え、とりわけショールの生産で有名であった。現在もロシア式のショールやカチーフを生産している工場もある。
19世紀半ばには商人同士の争いも起こった。一方のグループはもとのパヴロヴォの村にあたる街の中心部に住む商人たちで古儀式派の容僧派の信仰を持っていた。もう一方は近隣の村出身の商人たちであり、彼らもまた古儀式派の逃亡僧派の一派であるルシコフ派（лужковцы）の信徒であった。両グループの信仰の違いも対立の一因となった。1840年、近隣出身のグループを率いていたY.I.ラブジンとその親類らはルシコフ派から、ロシア正教会の主流派に属しながらも古い典礼を守るエディノヴェーリエに改宗し、政府にとっても望ましい勢力となった彼らが対立グループを打ち負かした。ラブジンらの工場はロシア最大のショール生産工場となり、ソビエト連邦時代も継続して生産を行った。
19世紀末から20世紀初頭にかけ、豊かな経済や信仰を背景に、多くの聖堂と修道院がパヴロフスキー・ポサドに建設されていった。古儀式派が多かった19世紀半ばのパヴロフスキー・ポサドで、正教会の主流派の信仰を広めたヴァシーリー・グリャズノフは1999年に聖人とされた。

## 経済
繊維産業はソ連時代もパヴロフスキー・ポサドの主な産業であった。ソビエト連邦の崩壊後の1990年代、工場の大部分は株式公開され、格安で地元の実業家らに買われていった。ソ連崩壊後のロシアの繊維工業は非常に低迷しており、アジアからの安い衣料の突然の流入が拍車をかけた。このような中でもパヴロフスキー・ポサドの工場にはニッチな部門へ進み生き残りを図るものもある。パヴロヴォ＝ポサズカヤ工場は現在も伝統的なロシア式ショールやカチーフを生産し、ロシア唯一のショールの大量生産を行う企業となっている。他には、高い水圧に耐える消火ホースを生産する会社、ロシア正教の聖職者向けの衣服を生産する会社などもある。

## 見どころ

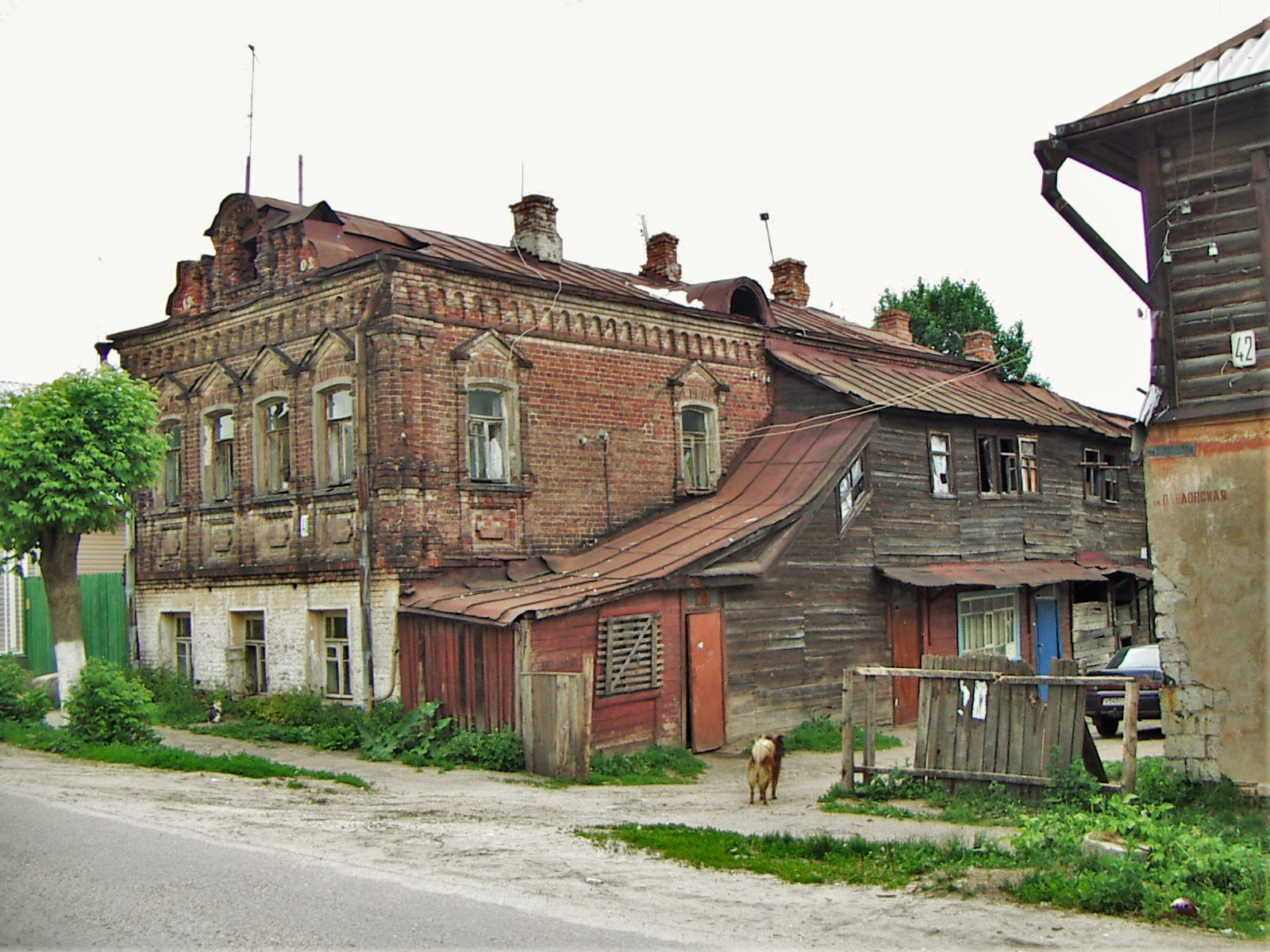
パヴロフスキー・ポサドの古民家

生神女庇護ヴァシリェフスキー修道院は20世紀初頭に墓地の近くに建てられた。この修道院は、もとは独立した聖堂であった生神女庇護聖堂および聖ヴァシーリー聖堂の二つを取り込んでいる。それぞれ鐘楼もあり、すべて擬ロシア様式で建てられている。修道院の門には聖アンドレイ・ルブリョフ聖堂もある。
パヴロフスキー・ポサドにおいて、前身となる村の時代から精神的な中心になってきたのは、ヴォフナ川の左岸（北側）にある復活大聖堂である。ソ連時代に聖堂は破壊され、大きな鐘楼と祭壇の一面だけが残っている。その他3つの正教会の聖堂と1つの古儀式派正教会の聖堂が街にはある。
19世紀の工場、市博物館、ロシアのショールとカチーフの博物館、展示場などがその他の見どころとなる。また街には多くの古い家屋が残されている。